# Prosthenorchis
Genre
Synonymes
- Prothenorchis pardalis Southwell & Macfie, 1925

Prosthenorchis est un genre d'acanthocéphales de la famille des Oligacanthorhynchidae.

## Écologie
Au stade adulte, ces espèces parasitent l'intestin des mammifères (en particulier des primates) et dont les hôtes intermédiaires sont des Dictyoptères Blattidae.

## Description et caractéristiques
Corps de taille moyenne, généralement incurvé ventralement, prenant ainsi la forme d’un point d’interrogation. Tronc ridé transversalement. Proboscis portant de cinq à sept rangées transversales (ou, plus correctement, six spires) de forts crochets à double racines (c’est-à-dire que la racine comporte une apophyse supérieure longue et une apophyse inférieure courte) au moins pour les supérieurs, les crochets inférieurs sont bien plus petits et leur racine est rudimentaire (épines). Cou court, portant deux papilles sensorielles latérales. Réceptacle à double paroi, l’externe très mince et longitudinale, l’interne formée de fibres circulaires, surtout épaisse dorsalement et présentant une fente ventrale d’où sortent les muscles rétracteurs. Lemnisci habituellement longs, atteignant les testicules et rubanés. Organes mâles occupant au moins la moitié postérieure du tronc, débordant souvent dans la moitié antérieure. Glandes cémentaires au nombre de huit, étroitement serrées les unes contre les autres, s’aplatissant mutuellement, parfois disposées régulièrement en deux files de quatre paires. Canal éjaculateur long. Protonéphridies présentes. Volumineux diverticules annexés à la base de la cloche utérine. Embryophores possédant deux « bouchons muqueux » polaires (et non des hernies de la membrane moyenne) avec coque externe épaisse et sculptée.

## Liste des espèces
Selon ITIS (25 janvier 2020) :
- Prosthenorchis elegans (Diesing, 1851)
- Prosthenorchis fraterna (Baer, 1959)
- Prosthenorchis lemuri Machado-Filho, 1950
- Prosthenorchis sinicus Hu-Jiand, 1990